# Bugandakongernes grave
Bugandakongenes grave (også kaldt Kasubi Tombs) er et verdensarvsområde i Kampala i Uganda. Buganda er et af landets traditionelle kongedømmer bestående af 52 klaner af Baganda-folket.
Gravmindet blev bygget som bolig for kong Mutesa I i 1882, på grunden efter et palads fra 1820. Det blev omgjort til et gravsted ved kongens død i 1884. Det ligger i et 30 hektar stort landbrugsområde som dyrkes med traditionelle metoder. I centrum av området ligger gravmindet på et højdedrag. Kasubi Hill ligger 5 km fra centrum af Kampala by.
Hovedbygningen Muzibu Azaala Mpanga, som nu rummer gravene til fire Kabaka (konger), er bygget i en arkitektonisk tradition som strækker sig tilbage til 1200-tallet; bygget af ler, træ og med stråtækt tag. Hovedbygningen er det største, ældste og bedste eksempel på Bagandafolkets traditionelle byggekunst. Huset har en ydre diameter på 31 m, og en indre højde på 7,5 m. Stråtaget går ned til jorden på alle sider. Hovedbygningen er omgivet af et dobbelt gærde og 10 andre bygninger.
Gravmindet er en central og vigtig helligdom for Bagandafolket, med sin historiske betydning og rolle i folkets åndetro/forfædrekult. Flere ceremonier finder sted her, blandt andet nymåneceremonien og konsultationer med ånderne. Mange af ceremoniene foregår imidlertid inde i huset, usynlig for besøgende.
I begrundelsen for gravmindets verdensarv-status peges der også på Mutesa Is centrale rolle i kongerigets historie.
Mutesas forgænger Suna II er begravet i et tilsvarende hus kaldt Wamala et andet sted i regionen.
16. marts 2010 blev Bugandakongenes grave ødelagt af brand.

## Eksterne kilder og henvisninger
- Wikimedia Commons har flere filer relateret til Bugandakongernes grave
- kasubitombs.org Arkiveret 31. august 2012 hos  Wayback Machine